# Aphaenogaster ruida
Aphaenogaster ruida é uma espécie de inseto do gênero Aphaenogaster, pertencente à família Formicidae.